# 조밀 집합
일반위상수학에서 조밀 집합(稠密集合, 영어: dense set)은 어떤 공간을 ‘조밀하게’ 채우는 부분 집합이다. 즉, 공간 속의 임의의 점을, 조밀 집합에 속하는 점들의 그물의 극한으로 나타낼 수 있다. 예를 들면 유리수의 집합은 실수선의 조밀 집합이다. 왜냐하면, 어떤 실수를 골라도 이에 수렴하는 유리수의 수열을 언제나 생각할 수 있기 때문이다. (그물을 점렬로 대체한 조건은 보다 강한 조건이지만, 제1 가산 공간에서 두 조건은 서로 동치이다.)

## 정의
위상 공간 {\displaystyle X}의 부분 집합 {\displaystyle D\subseteq X}에 대하여 다음 조건들이 서로 동치이며, 이를 만족시키는 부분 집합을 조밀 집합이라고 한다.
- 임의의 열린집합 {\displaystyle U}에 대하여, 만약 {\displaystyle U\subseteq X\setminus D}라면 {\displaystyle U=\varnothing }이다.
- 임의의 닫힌집합 {\displaystyle C}에 대하여, 만약 {\displaystyle D\subseteq C\subseteq X}라면 {\displaystyle C=X}이다.
- {\displaystyle \operatorname {cl} (D)=X}.[1]:191, §30[2]:7, §1 여기서 {\displaystyle \operatorname {cl} }은 폐포이다.
- {\displaystyle \operatorname {int} (X\setminus D)=\varnothing }. 여기서 {\displaystyle \operatorname {int} }는 내부이다.
- 모든 {\displaystyle x\in X} 및 {\displaystyle x}의 모든 근방 {\displaystyle U\ni x}에 대하여, {\displaystyle D\cap U\neq \varnothing }.
- {\displaystyle X}의 모든 점들은 {\displaystyle D}의 원소이거나 {\displaystyle D}의 극한점이다.[2]:7, §1

## 성질

### 연산에 대한 닫힘
임의의 위상 공간 {\displaystyle X} 속의 조밀 집합 {\displaystyle D\subseteq X} 및 {\displaystyle D\subseteq E\subseteq X}에 대하여, {\displaystyle E} 역시 {\displaystyle D}의 조밀 집합이다. 다시 말해, 조밀 집합들의 집합족 {\displaystyle \operatorname {Dense} (X)\subseteq \operatorname {Pow} (X)}은 {\displaystyle X}의 멱집합 {\displaystyle \operatorname {Pow} (X)} 속의 상집합이다.
특히, 조밀 집합들의 합집합은 조밀 집합이다. 그러나 조밀 집합들의 교집합이 조밀 집합일 필요는 없다. 다만, 임의의 조밀 집합 {\displaystyle D}와 조밀 열린집합 {\displaystyle U}가 주어졌을 때, 그 교집합 {\displaystyle D\cap U}는 조밀 집합이다.
특히, 조밀 열린집합들의 족 {\displaystyle \operatorname {Dense} (X)\cap \operatorname {Open} (X)}은 유한 교집합에 대하여 닫혀 있어, 멱집합 {\displaystyle \operatorname {Pow} (X)} 속의 필터를 이룬다.
임의의 두 위상 공간 {\displaystyle X}, {\displaystyle Y} 사이의 전사 연속 함수 {\displaystyle f\colon X\to Y}가 주어졌을 때, 조밀 집합 {\displaystyle D\subseteq X}의 상 {\displaystyle f[D]\subseteq Y} 역시 조밀 집합이다.
조밀성은 추이적이다. 즉, 만약 {\displaystyle X\subseteq Y\subseteq Z}이며, {\displaystyle X}가 {\displaystyle Y}의 조밀 집합이고 {\displaystyle Y}가 {\displaystyle Z}의 조밀 집합이라면 {\displaystyle X}는 {\displaystyle Z}의 조밀 집합이다.
증명:
{\displaystyle U\subseteq Z}가 {\displaystyle Z}의 열린집합이며 {\displaystyle U\subseteq Z\setminus X}라고 하자. 그렇다면 {\displaystyle U\cap Y}는 {\displaystyle Y}의 열린집합이며, {\displaystyle U\cap Y\subseteq Y\setminus X}이다. {\displaystyle X}가 {\displaystyle Y}의 조밀 집합이므로 {\displaystyle U\cap Y=\varnothing }이다. 즉, {\displaystyle U\subseteq Z\setminus Y}이다. {\displaystyle Y}가 {\displaystyle Z}의 조밀집합이므로 {\displaystyle U=\varnothing }이다.

### 함의 관계
모든 조밀 열린집합은 조밀한 곳이 없는 집합의 여집합이다. (그러나 그 역은 성립하지 않는다.) 즉, 다음 함의 관계가 성립한다.
조밀 열린집합 ⇒ 조밀한 곳이 없는 집합의 여집합 ⇒ 제1 범주 집합의 여집합 ⇒ 준열린집합

### 조밀 집합은 연속 함수를 결정한다
임의의 위상 공간 {\displaystyle X}와 하우스도르프 공간 {\displaystyle Y} 및 조밀 집합 {\displaystyle D\subseteq X}와 두 연속 함수 {\displaystyle f,g\colon X\to Y}가 주어졌다고 하자. 만약 {\displaystyle f\upharpoonright D=g\upharpoonright D}라면, {\displaystyle f=g}이다. (여기서 {\displaystyle \upharpoonright }은 함수의 제한을 뜻한다.)

## 예
위상 공간 {\displaystyle X}는 스스로의 조밀 집합이다. 반면, {\displaystyle X} 전체가 아닌 {\displaystyle X}의 모든 닫힌집합은 {\displaystyle X}의 조밀 집합이 아니다.

### 유한 부분 집합의 여집합
자기 조밀 T1 공간 속에서, 임의의 유한 부분 집합의 여집합은 조밀 열린집합이다.

### 이산 공간
위상 공간 {\displaystyle X}에 대하여 다음 두 조건이 서로 동치이다.
- 이산 공간이다.
- 정확히 1개의 조밀 집합을 갖는다. (이는 물론 {\displaystyle X} 전체이다.)

### 비이산 공간
위상 공간 {\displaystyle X}에 대하여 다음 두 조건이 서로 동치이다.
- 비이산 공간이다.
- {\displaystyle X}의 공집합이 아닌 모든 부분 집합은 조밀 집합이다.

### 실수선의 조밀 집합
실수선 {\displaystyle \mathbb {R} }의 부분 집합들을 생각하자.
- 유리수의 집합 {\displaystyle \mathbb {Q} }는 실수선의 조밀 집합이다.
- 무리수의 집합 {\displaystyle \mathbb {R} \setminus \mathbb {Q} } 역시 실수선의 조밀 집합이다.
- 반면, 자연수의 집합 {\displaystyle \mathbb {N} }, 정수의 집합 {\displaystyle \mathbb {Z} }는 {\displaystyle \mathbb {R} }의 조밀 집합이 아니다.

임의의 세 실수 {\displaystyle a<b<c}에 대하여,  {\displaystyle [a,b)\cup (b,c]=[a,c]\setminus \{b\}}는 {\displaystyle [a,c]} 안의 조밀 집합이다.